# 最终行动
是2018年上映的历史惊悚剧情片，由克里斯·魏茲执导，马修·奥尔顿编剧，讲述了1960年以色列情报部门摩萨德抓捕犹太人大屠杀指挥者阿道夫·艾希曼，将艾希曼送到耶路撒冷，让其接受反人类罪审判的故事，部分内容取材真实材料，包括摩萨德特工彼得·马尔金的回忆录《艾希曼在我手中》（Eichmann in My Hands）。电影由奥斯卡·伊萨克、本·金斯利、梅蘭妮·蘿倫、利奥·拉兹、尼克·克罗尔及海莉·盧·理查森主演。2018年7月29日在美国上映，由米高梅与安纳布尔纳影业联合发行。影片收获影评人褒贬不一的评价。

## 剧情
第二次世界大战结束后，为了逃避战争罪指控，納粹德國的领导人纷纷自尽身亡。而納粹大屠殺的指挥人阿道夫·艾希曼与他们不同，而是选择逃亡。1954年，摩萨德特工彼得·马尔金在奥地利追杀一位纳粹战犯的时候，不小心杀错了人，名誉就此受损。
时间来到1960年，在阿根廷首都布宜诺斯艾利斯，西尔维娅·赫尔曼向阿道夫·艾希曼的儿子克劳斯求爱。西尔维娅的父亲洛萨是德国犹太人，他和克劳斯一起吃晚饭的时候，克劳斯故意说出犹太人的不是，又说自己的父亲阿道夫就是在战争中死去的。洛萨不相信艾希曼已经战死，于是将情况告诉给了以色列特拉维夫的摩萨德，摩萨德派驻扎布宜诺斯艾利斯的特工兹维·阿哈罗尼前去侦查。克劳斯带西尔维娅去参加一场会议，卡洛斯·福尔德纳计划利用这场会议复兴纳粹党，阿道夫恰好也出席了这场会议。后来与会嘉宾集体行纳粹礼，西尔维娅立刻离场。
在摩萨德的指挥下，西尔维娅打着与克劳斯修补关系的名义，见到了克劳斯的家人。期间西尔维娅与克劳斯发生争执，阿道夫出面干涉。当时阿道夫已改名为里卡多·克莱门汀，自称是克劳斯的舅舅，但克劳斯不小心说他就是自己的父亲。随后摩萨德特工把阿道夫的容貌拍了下来，西尔维娅也给特工画下阿道夫的素描。摩萨德团队利用秘密集会的证据确认阿道夫的身份，计划实施抓捕。他们计划假扮成以色列航空的剧组人员，先是用镇静剂把阿道夫弄晕，再用飞机把他弄出阿根廷。彼得把当医生的前女友汉娜带入行动团队，安排她在旅行途中给阿道夫注射镇静剂。最终行动人员在阿道夫的家门外将其抓获。就在家人和朋友想搞清楚阿道夫是不是因为身份败露而失踪的时候，阿道夫向行动团队透露了自己的真实身份。与此同时，特工团队了解到回程航班推迟了10天，而以色列航空公司也不愿意把阿道夫送到以色列，除非阿道夫签署一份宣誓书，表明自己是自愿前往以色列的。
阿道夫不相信自己会在以色列获得公正的审判，没有签署宣誓书。由于没能把阿道夫送走，特工团队内部的关系异常紧张，甚至有人希望给阿道夫就地正法。彼得跟阿道夫讲述了自己的姐姐福鲁玛与三个年轻的孩子在犹太人大屠杀中遇害的故事，阿道夫说自己对犹太人被屠杀的事情一无所知，只负责后勤工作，“照命令办事”。最终特工团队顺利拿到了阿道夫的确认签名。与此同时，克劳斯与阿根廷警方开始调查阿道夫失踪的事件，向公众发布了行动人员的素描。摩萨德在阿根廷的一名联络人因使用美元而不是阿根廷比索，被警方酷刑扣查，直至她最终说出安全屋的位置。就在摩萨德特工准备离境的时候，阿道夫突然展现出邪恶一面，跟彼得说自己亲眼看到5000名犹太人被別動隊在土坑里杀害，怀疑其中一个央求他不要杀害她孩子的女性，就是彼得的姐姐。
由于受到纳粹分子和警方压制，摩萨德特工被迫大幅度修改撤离计划，有两名特工需要留下。警方撤销了航班的降落许可，勒令航班停飞，彼得亲手将许可证副本交给空管人员。此时警方逐渐逼近航班，彼得让飞机马上起飞，自己留下下来。后来阿道夫在以色列受审的时候，特工人员重聚一堂，庭审现场被全球电视传播。影片尾声显示阿道夫最终被判有罪，1962年被处以绞刑。影片还首次公开了大屠杀幸存者在庭上的证词。特工彼得拥有高光的职业生涯，2005年辞世。

## 演员
- 奥斯卡·伊萨克 饰 彼得·马尔金（英语：Peter Malkin）
- 本·金斯利 饰 阿道夫·艾希曼
- 梅蘭妮·蘿倫 饰 汉娜·埃利安（Hanna Elian，原型为尤娜·埃利安（英语：Yonah Elian））
- 利奥·拉兹（英语：Lior Raz） 饰 伊塞尔·哈雷尔（英语：Isser Harel）
- 尼克·克罗尔（英语：Nick Kroll） 饰 拉菲·埃坦（英语：Rafi Eitan）
- 迈克尔·阿罗诺夫（英语：Michael Aronov） 饰 兹维·阿哈罗尼（英语：Zvi Aharoni）
- 海莉·盧·理查森 饰 西尔维娅·赫尔曼（Sylvia Hermann）
- 喬·歐文 饰 克劳斯·艾希曼（Klaus Eichmann）
- 迈克尔·本杰明·埃尔南德斯（Michael Benjamin Hernandez）饰 达尼·沙洛姆（Dani Shalom）
- 格雷格·希尔（Greg Hill）饰 摩西·塔博尔（Moshe Tabor）
- 欧哈德·诺勒（英语：Ohad Knoller） 饰 以法连·伊利安（Ephraim Ilian）
- 托本·利布雷希特（英语：Torben Liebrecht） 饰 雅科夫·盖（Yaakov Gat）
- 西蒙·拉塞尔·比尔（英语：Simon Russell Beale） 饰 戴维·本-古里安
- 佩佩·拉帕佐特（Pêpê Rapazote）饰 卡洛斯·富尔纳（英语：Carlos Fuldner）
- 格蕾塔·斯卡基 饰 薇拉·艾希曼（Vera Eichmann）
- 彼得·斯特劳斯（英语：Peter Strauss） 饰 洛萨·赫尔曼（英语：Lothar Hermann）

## 制作
2015年11月16日，消息指米高梅买下马修·奥尔顿的待售剧本，剧本讲述阿道夫·艾希曼被抓获的过程。布莱恩·卡瓦诺-琼斯（Brian Kavanaugh-Jones）循名下的Automatik制片公司担任联合制片人。2016年2月24日，克里斯·魏茲据报已就执导电影的事宜进行谈判。
2017年3月，奥斯卡·伊萨克加盟剧组，担任联合制片人兼主演，扮演彼得·马尔金，克里斯·魏茲确认担纲导演。同年6月，本·金斯利确认出演阿道夫·艾希曼。8月，利奥·拉兹加入剧组。9月，梅蘭妮·蘿倫、尼克·克罗尔、迈克尔·阿罗诺夫和海莉·盧·理查森加入剧组，拍摄工作于10月1日在阿根廷启动。10月12日，演出阵容正式公布，拍摄工作同步在阿根廷进行。11月30日，彼得·施特劳斯加入剧组。电影采用了道格拉斯·瑟克执导电影《春風秋雨》（1959年）主演苏姗·科纳的片段，放在影片开头；科纳是导演魏茲的母亲。

## 发行
电影原定于2018年9月14日在美国上映，其后提前至2018年8月29日上映，以避开大片云集的九月份。海外方面，电影于2018年10月3日上线Netflix，2021年2月上线Netflix美国区。蓝光光碟和数字HD版于2018年12月4日上架，由环球影业家用媒体发行。

## 反响

### 票房
电影在美国上映的时候时值劳动节周末四天假期，预计可从1810家影院获得800万到1000万的票房。首日最终票房为100万美元，次日票房725,891美元。从星期五到星期天，影片获得600万美元票房，四天票房总计780万美元，六天总计950万美元，位列票房榜第五位。次周末票房300万美元，同比下降50%，位列票房榜第八位。

### 专业评价
评论聚合网站烂番茄根据134条评论打出60%的新鲜度，平均得分6.1/10。网站共识写道：“《最终行动》的出发点是好的，动作场面也很华丽，整体看起来有趣。不过影片所描述的真实事件存在一定的深度和复杂性，两者在戏剧化表现过程中有所损失。”Metacritic根据33条评论打出58/100的加权平均分，表示“褒贬不一或口碑平平”。影院评分观众评级为“A−”（评级范围为A+到F），PostTrak观众评分86%，推荐度65%。